# Saubens

Saubens este o comună în departamentul Haute-Garonne din sudul Franței. În 2009 avea o populație de 1.837 de locuitori.

## Evoluția populației
| An        | 1975 | 1982 | 1990  | 1999  | 2006  | 2009  |
| --------- | ---- | ---- | ----- | ----- | ----- | ----- |
| Populație | 536  | 898  | 1.010 | 1.299 | 1.670 | 1.837 |